# هانس بالدوف
هانس بالدوف (انگلیسی: Hannes Baldauf; ۹ مارس ۱۹۳۸ – ۲۵ فوریهٔ ۲۰۱۵) بازیکن فوتبال اهل آلمان بود.
از باشگاه‌هایی که در آن بازی کرده‌است می‌توان به باشگاه فوتبال هانوفر ۹۶ اشاره کرد.